# 眺めのいい部屋
『眺めのいい部屋』（ながめのいいへや、A Room with a View）は、1908年に出版されたE・M・フォースターの小説である。

## あらすじ
イタリアのフィレンツェに、付添い人のシャーロット・バートレットと共に訪れた英国中産階級の令嬢ルーシー・ハニーチャーチだが、ペンションは予約時の約束と違い、中庭に面した部屋だった。食事の席でその不満を話していると、同じテーブルで食事していたエマソン親子が、自分たちの部屋はアルノ河が見渡せる眺めのいい部屋だから交換しましょうと申し出る。しかし、シャーロットは彼等が見知らぬ男性で、しかも身分の違う労働者階級であることから、丁重に断る。退出すると同じ教区の神父がおり、彼からそれを受け入れるよう促され、受け入れる。翌日、一行は馬車で郊外にピクニックに行くが、ルーシーは皆からはぐれた時、エマソンの息子ジョージから熱烈なキスを奪われる。それを知った後見人のシャーロットは旅行を中断し、急遽帰国する。
その後、ルーシーは上流階級の青年セシル・ヴァイスと婚約する。しかし、森の散歩で初めて交わしたキスがあまりに味気なく、ルーシーは幻滅する。セシルはロンドンのナショナル・ギャラリーでイタリア絵画を見ている時に知り合ったエマソン親子に、近所のコテージが空家だと教えてしまうが、そこはイタリア旅行でルーシーが知り合った老いたアラン姉妹に紹介していた場所だった。エマソン親子が先に契約してしまい、それを知ったルーシーの弟フレディは神父を連れて挨拶に行き、直感で気の合ったフレディは森の中の秘密の池で水遊びをしようと申し出、3人はそこで全裸で遊び始める。ルーシーは母とセシルの3人で森を散策中に彼等に遭遇してしまい、ルーシーは全裸のジョージに再会する。
その後、正式にジョージを家に招き、テニスなどに興じるが、それを余所にセシルは読書をする。読んでいた本はイタリアであった俗物の流行作家ラヴィッシュが自分たちのイタリア旅行をベースにしたものだった。シャーロット以外知らないはずのことが本になっていることに激怒したルーシーはシャーロットを問い詰めると、ラヴィッシュに話したことを認める。怒りが収まらないルーシーはジョージとは金輪際会わないことを伝え、更にはセシルとの婚約も破棄する。スキャンダルを避けるため、アラン姉妹が旅するコンスタンティノープルに合流することにするが、挨拶回りの途中でエマソン親子の引っ越しを知り、エマソン氏と話をして混乱した感情を正してもらう。

## 日本語訳
- 西崎憲・中島朋子訳『眺めのいい部屋』 ちくま文庫 2001
- 北條文緒訳『眺めのいい部屋　E.M.フォースター著作集 2』 みすず書房 1993

## 映画
1985年に映画化され、1986年3月に全米公開された（1987年日本公開）。 